# Grønlands Nationalmuseum og Arkiv
Grønlands Nationalmuseum og Arkiv (grønlandsk: Nunatta Katersugaasivia Allagaateqarfialu – NKA) er en grønlandsk institution, som driver et museum og et centralt arkiv for at samle og tilgængeliggøre historiske dokumenter. NKA er beliggende i hovedstaden Nuuk.

## Grønlands Nationalmuseum
Museet blev opført i midten af 1960'erne og var det første museum på Grønland.  Udstillingerne her indeholder både indsamlede genstande fra udgravninger i Grønland, og genstande som er overført fra Nationalmuseet i København.
I tillæg til at være et museum med udstillinger, arbejder museet også med arkæologiske udgravninger og huser det centrale register over fredede bygninger og fortidsminder i Grønland. Det bidrager også indenfor naturfredning og byplanlægning.
Samlingene dækker hele Grønlands 4-5.000 år gamle historie og har følgende faste udstillinger:
- Arkæologiske fund af inuitternes kulturperioder (Saqqaq, Independence I-kulturen, Independence II-kulturen, Dorset-kulturen og Thule-kulturen), herunder fast udstilling af fire af Qilakitsoq-mumierne
- Nordboerne
- Inuitters transportmidler, herunder kajakker, hvoraf den ældste er fra 1700-tallet
- Livstil og klasseskel, herunder også etniske skel, med fokus på grønlændernes levevilkår under koloniseringen
- Temaet "kommunikation skaber folk", med fokus på udviklingen af en grønlandsk identitet fra det traditionelle fangersamfund til nutidens moderne grønlandske samfund
- Et bødkerværksted og et trankogeri
- Skiftende tematiske udstillinger, der også kan inddrage nutidskunst og dokumentarfilm[2]

Museumsbygningen med værksteder og administration er beliggende i KGH's gamle pakhuse på Hans Egedesvej i Kolonihavnen.

## Grønlands Nationalarkiv
Den første lovgivning om arkiver i Grønland kom den 1. november 1982. Det grønlandske Landsarkiv blev fusioneret med Landsmuseet i 1991.
Arkivet samler og tilgængeliggør både private og offentlige dokumenter. Dokumenterne modtages fra offentlige myndigheder, skoler, kommuneråd m.m. Dermed kan publikum finde historisk information, studere deres stamtræ med mere.
Mange af Sydgrønlands gamle arkiver gik tabt i 1959, da båden Hans Hedtoft gik ned, herunder kirkebøger nødvendige for slægtsforskning og dokumenter om Grønlands tidlige historie efter koloniseringen.
Alligevel er mængden af dokumenter stor. Arkivet havde ultimo 2016 4.774 hyldemeter arkivalier. De ældste er fra 1733.
En del kirkebøger, fotos og andre arkivalier findes i digitaliseret form og er frit tilgængelige.
Arkivet med administration og læsesal er beliggende i Ilimmarfik i bydelen Nuussuaq og deler bygning med Grønlands Universitet.